# 叶囊藻属
叶囊藻属（学名：Hormophysa）为囊链藻科的一个属。

## 下级分类
本属包括以下物种：
- 楔形叶囊藻 Hormophysa cuneiformis (J.F.Gmelin) P.C.Silva, 1987
- Hormophysa triquetra (C.Agardh) Kützing